# Episymploce mjoebergi
Episymploce mjoebergi es una especie de cucaracha del género Episymploce, familia Ectobiidae.

## Distribución
Esta especie se encuentra en Indonesia (Sumatra).